# Ertebølle-Kultur

Diachrone Verbreitungskarte der regional jeweils frühesten Kultur mit Töpferware, ca. 6000–4000 v. Chr.:
Bandkeramische Kultur, neolithische Kultur
Bükker Kultur (östliche LBK)
Cardial- oder Impressokultur
Ertebølle-Kultur, mesolithische Kultur
Dnepr-Don-Kultur
Vinča-Kultur
La-Almagra-Kultur
Dimini-Kultur
Karanowo-Kultur
Kammkeramische Kultur, mesolithische Kultur

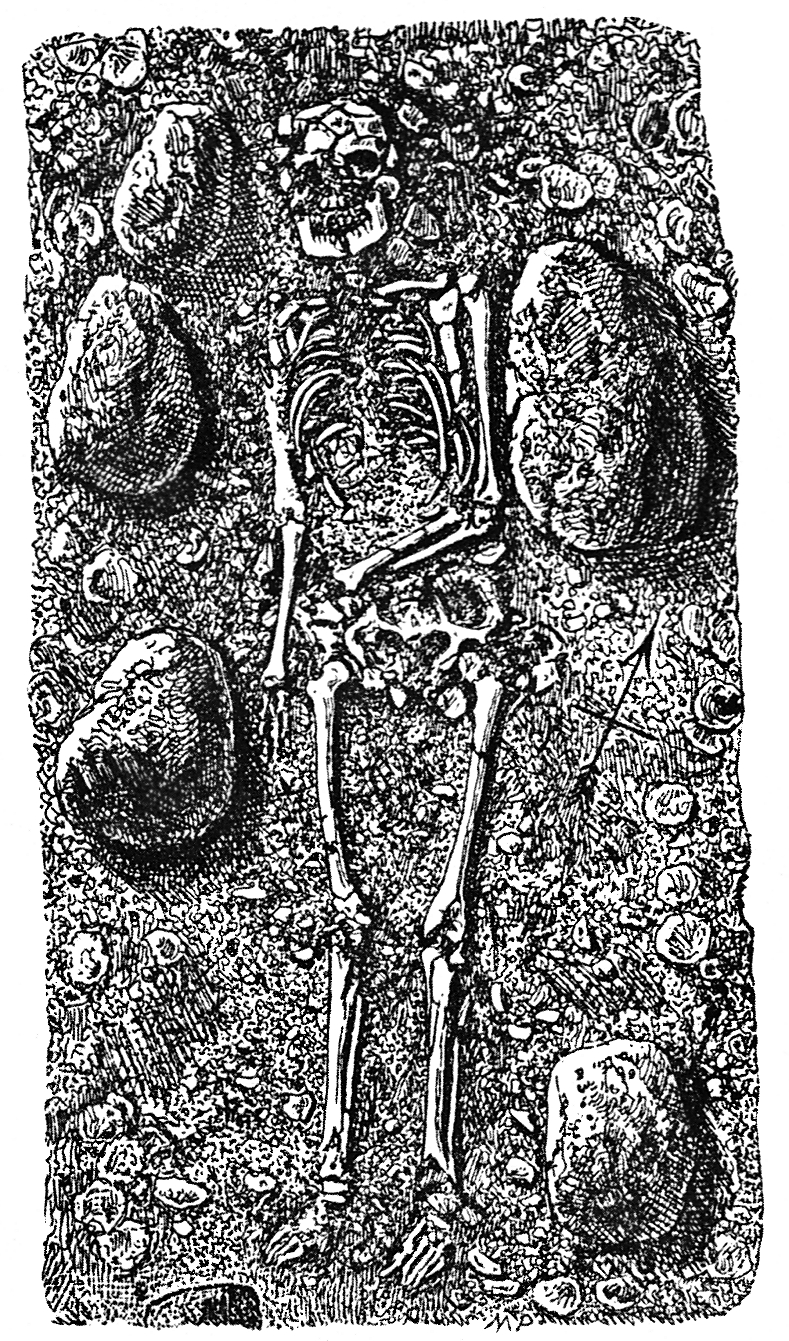
Mesolithisches Grab von Aamølle

Die Ertebølle-Kultur ist eine spätmesolithische Kultur, die zwischen 5300 v. Chr. und 4100 v. Chr. in Dänemark und Norddeutschland verbreitet war. Vorgänger ist die Maglemose-Kultur.

## Name
Die Ertebølle-Kultur ist nach dem Fundort Ertebølle am Ostufer des Limfjordes in Jütland, in der Nähe von Farsø, benannt. In Deutschland wird die Kultur nach einem weiteren Fundort auch Ertebølle-Ellerbek-Kultur genannt.
Der typische Fund dort war ein 140 m langer, 30 bis 40 m breiter und bis zu 1,5 m hoher Muschelhaufen, der zwischen 1893 und 1897 und von 1979 bis 1984 untersucht wurde. Er enthielt neben unzähligen Speiseresten zahlreiche Hinterlassenschaften der Ertebølle-Kultur.

## Wohnplätze

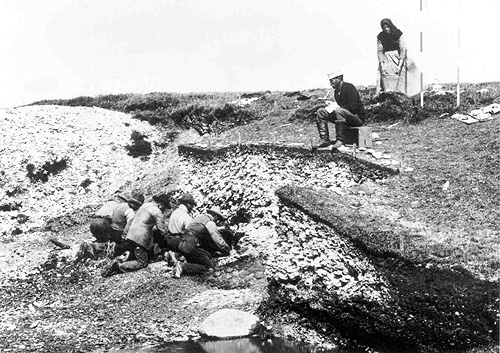
Ausgrabung des Køkkenmødding von Ertebølle (vor 1900)

Die Wohnplätze (wie Dyrholmen, Smakkerup Huse) konnten vor allem an der Küste nachgewiesen werden. Ein Grund sind die so genannten Køkkenmøddinger („Küchenabfallhaufen“), die schon den Antiquaren des 19. Jahrhunderts auffielen. Diese überwiegend aus Muschel- oder Schneckenschalen bestehenden Haufen wurden teilweise von den Trägern der folgenden neolithischen Trichterbecherkultur weiter aufgesucht (Åmølle, Krabbesholm, Norsminde, Visborg). Daneben sind Küsten-, Inland- und Unterwasserwohnplätze bekannt, wie Muldbjerg I, im Åmose auf Seeland, Ringkloster, Nekselø, Møllegabet, Næbbet und Tybrind vig in Dänemark; Timmendorf-Nordmole, Jäckelberg-Nord in Mecklenburg und Ellerbek in Schleswig-Holstein. Derartige Abfallhaufen wurden an verschiedenen Orten im atlantischen Europa gefunden. An der schleswig-holsteinischen Küste konnten allerdings keine Muschelhaufen nachgewiesen werden, möglicherweise, weil sie durch die Landsenkung überschwemmt wurden.
Die ersten Funde dieser Kultur in Deutschland wurden bei der Ausbaggerung des Kieler Hafens zwischen 1876 und 1903 gemacht. Zu den jüngsten Funden gehört ein Paddelblatt von Baabe auf Rügen.

## Materielle Kultur

### Keramik

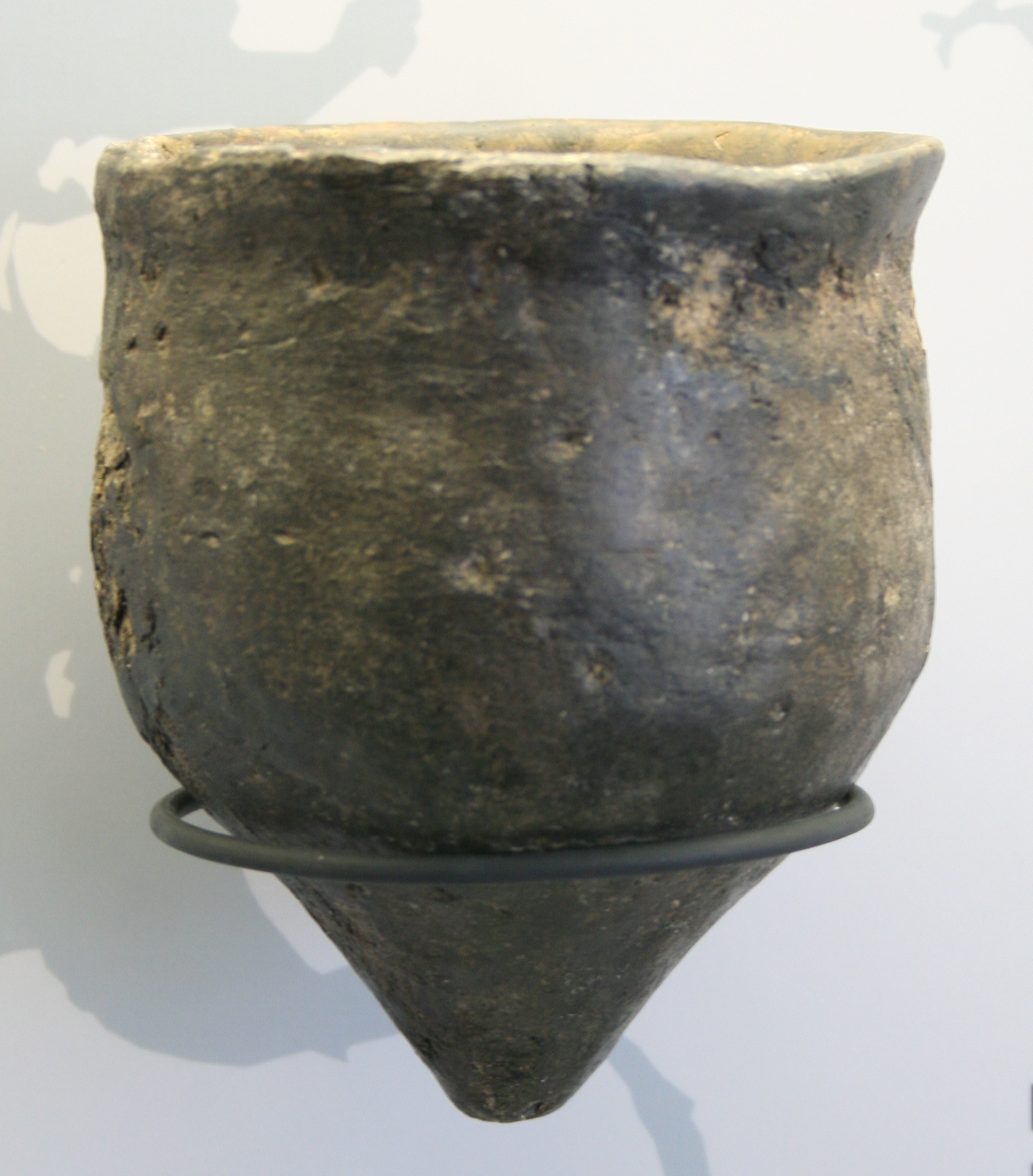
Spitzbodiges Gefäß der Ertebølle-Kultur

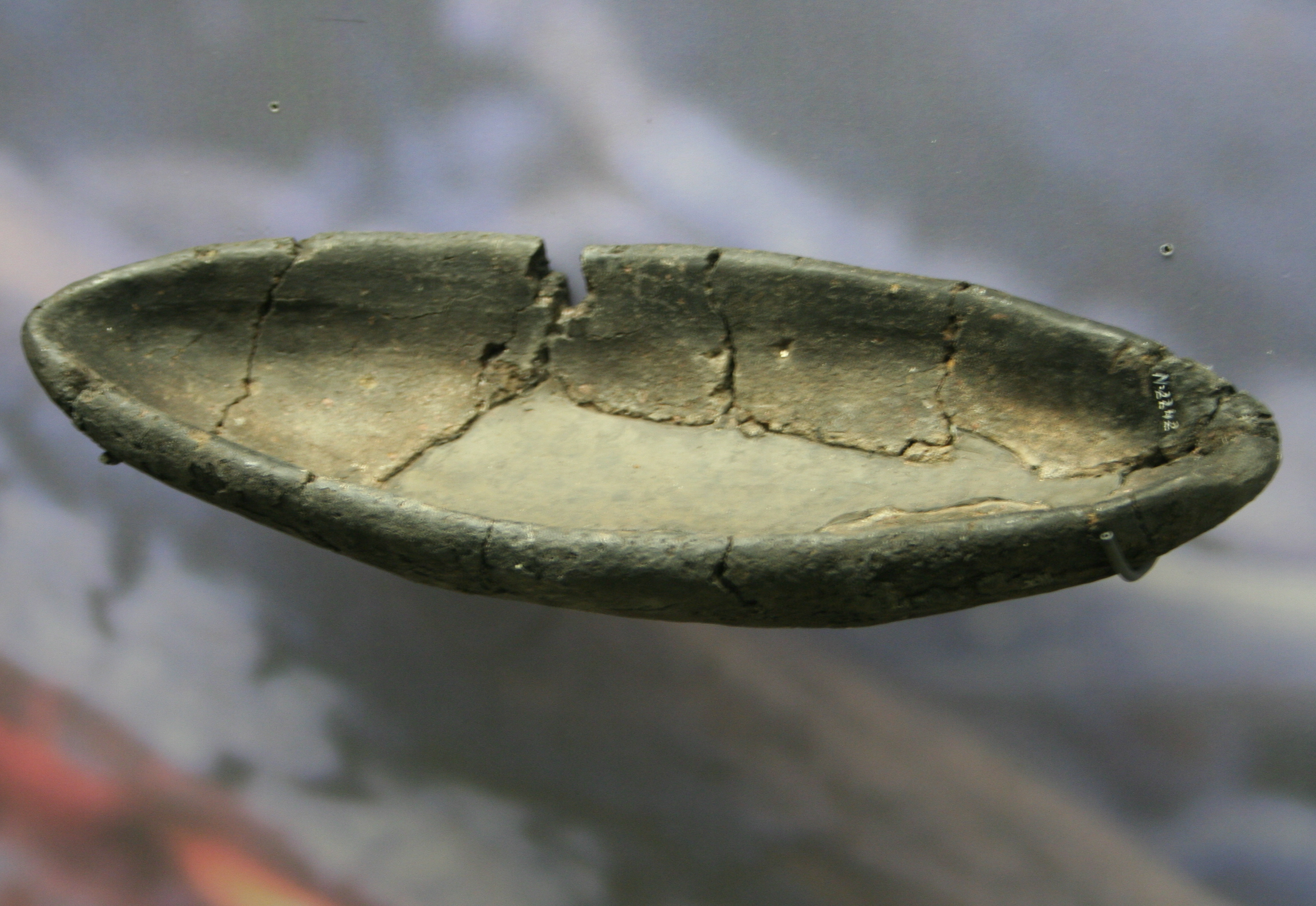
Tonlampe der Ertebølle-Kultur

Im Laufe der Ertebølle-Kultur tritt in Norddeutschland die erste Keramik in Form von unverzierten, spitzbodigen (nicht von allein stehenden) Gefäßen und Tonlampen auf, die auf Anregungen aus dem südlich angrenzenden oder dem baltischen Einfluss der Narva-Kultur zurückgehen. In Schlamersdorf (Kreis Segeberg) wurden spitzbodige Gefäße gefunden von denen eines eine Randverzierung mit Fingernageleindrücken und winzigen Einstichen im Randbereich zeigt. Ihre Datierung auf 5300–5200 v. Chr. weist sie als älteste Ertebøllekeramik aus. In Seedorf (Kreis Segeberg) datiert die früheste Keramik dieser Kultur von 4900–4800 v. Chr. In Südskandinavien taucht diese Keramik erst 4600 v. Chr. auf. Die Gefäße sind in Wulst- oder Schrägaufbautechnik hergestellt. Ihre Wanddicken schwanken zwischen 5 und 15 mm.

### Geräte für Jagd und Fischfang
In Unterwasser-Ausgrabungen fanden sich Angelhaken, Fischspeere, Fischzäune, Netze, Netzsenker und Netzschwimmer, Querangeln, Reusen und Reste von Booten und Paddeln.
Pfeil und Bogen dienten als Jagdwaffen. Die bekanntesten Bogen stammen aus Holmegård auf Seeland in Dänemark, datieren aber in die vorangegangene Kongemose-Kultur. Folgende Bogenfunde der Ertebølle-Kultur sind bekannt.
- Ageröd V, Südschweden (im Atlantikum, C14-Datierung 6860–6540 BP): Ein Flachbogen aus Ulme (Ulmus sp.), ca. 170 cm lang; ein Flachbogen aus Eberesche bzw. Vogelbeerbaum (Sorbus aucuparia), fragmentarisch noch 61,7 cm erhalten; ein Stabbogen.[5] Nach Bergman sei der Stabbogen weniger effizient und seiner Spekulation nach möglicherweise von Jugendlichen gebaut worden.[6]
- Ringkloster, Dänemark: Datierung 5400–3550 v. Chr.
- Tybrind vig, Dänemark: Bogen aus Ulme (Ulmus sp. ), ca. 160 cm lang, Datierung 4600–3200 v. Chr.[7][8]

Da mehrere der Bögen sehr ähnlich konstruiert und dimensioniert sind, wird diese Form des Flachbogens mit D-förmigem Querschnitt zuweilen als mesolithischer Standardtyp angesehen.

### Geräte aus Feuerstein
In der Silexindustrie sind querschneidige Pfeilspitzen typisch. An der Timmendorfer Nordmole wurde eine bisher für Nordeuropa einzigartige geschäftete mesolithische Flintklinge gefunden.
In der Küstensiedlung Grube-Rosenhof in Schleswig-Holstein wurde 2002 eine donauländische Axt mit dem Rest eines für Arbeiten zu weichen Schaftes aus Lindenholz gefunden. Dies macht ihre Funktion als Prestigeobjekt wahrscheinlich.

## Wirtschaft
Nahrung aus Gewässern war wohl zumindest saisonal wichtig. Fast 100000 Fischgräten aus 14 Küsten- und zwei Binnensiedlungen wurden identifiziert. Es konnten 41 Meeresfischarten und 15 Fischarten aus Binnengewässern nachgewiesen werden. Neben Seefischen (Dorsch, Plattfisch) und Muscheln wurden auch Barsche und Hechte erbeutet. Robben, Seehunde und Tümmler (Wale) wurden gejagt. Daneben spielte Wild eine Rolle, in den Muschelhaufen Jütlands finden sich die Knochen von Rothirsch, Wildrind, Reh und Wildschwein. Zur Jagd wurden Pfeil und Bogen und der Hund eingesetzt. Es finden sich vage Hinweise auf eine beginnende Neolithisierung, insbesondere in Form von vereinzelter Tierhaltung. In Tybrind Vig, dem ersten mittels Taucharchäologie ausgegrabenen Wohnplatz in Dänemark, wurden 300 m vom Strand entfernt in drei Metern Tiefe ein fast völlig erhaltener Einbaum und ein Bruchstück vom Heck eines hochbordigen Bootes entdeckt. Ersterer ist etwa 9,50 m lang und 0,65 m breit. Die gefundenen Paddel sind aus Eschenholz. Sie haben ein herzförmiges Ruderblatt und einen mehr als 1 m langen Holzschaft. Zwei der Paddel sind auf dem Ruderblatt verziert.

## Bestattungen
Bestattungen fand man vor allem in den Muschelhaufen. Gräberfelder sind aus Vedbæk (Gräberfeld von Bøgebakken) und Skateholm I + II bekannt. Neuere Untersuchungen (1978–1987) stammen vom Fundplatz Tybrind Vig in der Nähe von Middelfart auf Fünen, darunter eine Doppelbestattung. Raymond Terrace in fand an der Køge Bucht ein Kollektivgrab mit acht Toten, von etwa 4600 v. Chr.